# Władimir Legotin
Władimir Engielsowicz Legotin (ros. Владимир Энгельсович Леготин; ur. 25 kwietnia 1970 w Syktywkarze) – rosyjski biegacz narciarski, srebrny medalista mistrzostw świata juniorów.

## Kariera
Po raz pierwszy na arenie międzynarodowej pojawił się w 1990 roku, startując na mistrzostwach świata juniorów w Les Saisies. Wspólnie z kolegami z reprezentacji zdobył tam srebrny medal w sztafecie, na dystansie 30 km techniką dowolną był czwarty, a w biegu na 10 km zajął ósme miejsce.
W Pucharze Świata zadebiutował 12 grudnia 1992 roku w Ramsau, zajmując 75. miejsce w biegu na 10 km stylem dowolnym. Pierwsze pucharowe punkty wywalczył 3 stycznia 1993 roku w Kawgołowie, gdzie zajął 16. miejsce w biegu na 30 km techniką klasyczną. Najlepsze wyniki w zawodach tego cyklu osiągnął 13 grudnia 1995 roku w Brusson i 19 grudnia 1998 roku w Davos, gdzie był dziewiąty, odpowiednio w biegu na 15 stylem dowolnym i 30 km klasykiem. W klasyfikacji generalnej sezonu 1995/1996 zajął ostatecznie 34. miejsce.
W 1994 roku wystąpił na igrzyskach olimpijskich w Lillehammer, zajmując 18. miejsce w biegu na 10 km stylem klasycznym i 17. miejsce w biegu łączonym. Na rozgrywanych cztery lata później igrzyskach w Nagano był między innymi dziewiąty w biegu na 30 km klasykiem oraz piąty w sztafecie. Zajął też szóste miejsce w sztafecie i dziesiąte w biegu łączonym podczas mistrzostw świata w Thunder Bay w 1995 roku.

## Osiągnięcia

### Igrzyska olimpijskie
| Miejsce | Dzień     | Rok  | Miejscowość | Konkurencja             | Czas biegu | Strata  | Zwycięzca       |
| ------- | --------- | ---- | ----------- | ----------------------- | ---------- | ------- | --------------- |
| 18.     | 17 lutego | 1994 | Lillehammer | 10 km stylem klasycznym | 24:20,1    | +1:32,5 | Bjørn Dæhlie    |
| 17.     | 19 lutego | 1994 | Lillehammer | 10+15 km pościgowy      | 1:00:08,8  | +3:51,3 | Bjørn Dæhlie    |
| 9.      | 9 lutego  | 1998 | Nagano      | 30 km stylem klasycznym | 1:33:55,8  | +4:27,9 | Mika Myllylä    |
| 62.     | 12 lutego | 1998 | Nagano      | 10 km stylem klasycznym | 27:24,5    | +3:45,8 | Bjørn Dæhlie    |
| 39.     | 14 lutego | 1998 | Nagano      | 10+15 km pościgowy      | 1:07:01,7  | +5:17,8 | Thomas Alsgaard |
| 5.      | 17 lutego | 1998 | Nagano      | Sztafeta 4 × 10 km      | 1:40:55,7  | +1:43,8 | Norwegia        |

### Mistrzostwa świata
| Miejsce | Dzień     | Rok  | Miejscowość   | Konkurencja             | Czas biegu | Strata  | Zwycięzca        |
| ------- | --------- | ---- | ------------- | ----------------------- | ---------- | ------- | ---------------- |
| 33.     | 22 lutego | 1993 | Falun         | 10 km stylem klasycznym | 24:51,6    | +1:42,7 | Sture Sivertsen  |
| 23.     | 24 lutego | 1993 | Falun         | 10+15 km pościgowy      | 1:01:45,0  | +3:07,0 | Bjørn Dæhlie     |
| 19.     | 9 marca   | 1995 | Thunder Bay   | 30 km stylem klasycznym | 1:15:52,3  | +5:48,4 | Władimir Smirnow |
| 22.     | 11 marca  | 1995 | Thunder Bay   | 10 km stylem klasycznym | 24:52,3    | +1:40,8 | Władimir Smirnow |
| 10.     | 13 marca  | 1995 | Thunder Bay   | 10+15 km pościgowy      | 1:06:19,5  | +1:35,2 | Władimir Smirnow |
| 11.     | 17 marca  | 1995 | Thunder Bay   | Sztafeta 4 × 10 km      | 1:34:27,1  | +2:58,1 | Norwegia         |
| 26.     | 21 lutego | 2003 | Val di Fiemme | 15 km stylem klasycznym | 35:47,5    | +1:31,5 | Axel Teichmann   |
| 31.     | 1 marca   | 2003 | Val di Fiemme | 50 km stylem dowolnym   | 1:54:25,3  | +4:24,7 | Martin Koukal    |

### Mistrzostwa świata juniorów
| Miejsce | Dzień    | Rok  | Miejscowość | Konkurencja             | Wynik     | Strata  | Zwycięzca      |
| ------- | -------- | ---- | ----------- | ----------------------- | --------- | ------- | -------------- |
| 4.      | 28 marca | 1990 | Les Saisies | 30 km stylem dowolnym   | 1:28:15,4 | +1:40,1 | Johann Mühlegg |
| 8.      | 30 marca | 1990 | Les Saisies | 10 km stylem klasycznym | 29:55,4   | +47,9   | Jiří Kvapil    |
| 2.      | 31 marca | 1990 | Les Saisies | Sztafeta 4 × 10 km      | 2:00:31,0 | +4,4    | NRD            |

#### Miejsca w klasyfikacji generalnej
- sezon 1992/1993: 46.
- sezon 1993/1994: 45.
- sezon 1994/1995: 43.
- sezon 1995/1996: 34.
- sezon 1996/1997: 72.
- sezon 1997/1998: 45.
- sezon 1998/1999: 54.
- sezon 1999/2000: 86.

#### Miejsca na podium w zawodów PŚ
Legotin nigdy nie stał na podium zawodów PŚ.